# Богданов, Дмитрий Анатольевич
Дмитрий Анатольевич Богданов (род. 11 апреля 1979, Ленинград) — российский легкоатлет. Чемпион Европы в помещении (2005). Заслуженный мастер спорта России.

## Биография
Родился 11 апреля 1979 года в Ленинграде. Окончил Санкт-Петербургскую лесотехническую академию по специальности инженер-технолог деревообработки.
Является участником Олимпийских игр в 2000 и в 2004 годах.
В 2015 году был назначен старшим тренером группы бега на средние и длинные дистанции сборной РФ.
Выступает за спортивный клуб «Динамо» (Московская область), тренер — Вячеслав Евстратов.
Женат на легкоатлетке Татьяне Андриановой — члена российской сборной, состязающимся в беге на дистанции в 800 метров. Сын Никита.